# Гелена Гуалінга
Сумак Гелена Сірен Гуалінга (Sumak Helena Sirén Gualinga, народилась 27 лютого 2002) є корінна активістка захисту довкілля і прав людини зі громади/селища Сараяку народу Кечуа у Пастаса, Еквадор.

## Раннє життя
Гелена Гуалінга народилася 27 лютого 2002 року в корінній громаді Сараяку народу Кечуа, розташованій у провінції Пастаса, Еквадор. Її мати, Ноемі Гуалінга, є представницею корінного еквадорського населення та колишнім президентом Асоціації жінок Кечуа. Її старша сестра — активістка Ніна Гуалінга. Її тітка Патрісія Гуалінга та її бабуся Крістіна Гуалінга є захисницями прав корінних жінок в Амазонці та навколишнього середовища. Її батьком є Андерс Сірен, фінський професор географії та геології в Університеті Турку.
Гуалінга народилась на території громади Сараяку в Пастасі. Більшу частину підліткового віку вона провела в Паргасі, а згодом у Турку, Фінляндія, звідки походить її батько. Вона відвідує середню школу у Турку (Кафедральну школу Обо).
З юних років Гелена Гуалінга була свідком переслідування своєї сім'ї за те, що вона протистояла інтересам великих нафтових компаній та їх впливу на навколишнє середовище на корінних землях. Кілька лідерів, що входять до її громади, втратили своє життя в жорстоких конфліктах проти уряду та корпорацій. В інтерв'ю для Yle вона заявила, що бачить своє мимовільне виховання в такому збуреному середовищі як можливість.

## Активізм
Гуалінга стала речником корінної громади Сараяку. Її активність включає викриття конфлікту між її громадою та нафтовими компаніями шляхом поширення мотивуючих меседжів серед молоді у місцевих школах Еквадору. Вона також активно викладає це послання міжнародному співтовариству, сподіваючись охопити політиків.
У своєму посланні вона викриває, як корінні громади Амазонки переживали кліматичні зміни. Вона зазначає більшу поширеність пожеж, хвороб та спустошення, пов'язаних з повенями, опустелювання та більш швидке танення льодовиків гірських вершин, що спостерігаються протягом життя старших членів її громади, як свідчення змін клімату з перших вуст. Гуалінга стверджує, що їм стало відомо про зміну клімату незалежно від відсутності у них наукової структури.
Гуалінга тримала плакат з написом «sangre indígena, ni una sola gota más» («кров корінних жителів, більше ні краплі») біля штаб-квартири ООН в Нью-Йорку на демонстрації з сотнями інших молодих активістів з охорони навколишнього середовища під час Саміту ООН з питань клімату 2019.
Гелена Гуалінга брала участь у COP25 в Мадриді, Іспанія. Вона розповіла про свою стурбованість щодо дій уряду Еквадору, який дозволив видобувати нафту на корінних землях. Вона сказала: "Уряд нашої країни все ще надає наші території корпораціям, відповідальним за зміну клімату. Це злочинно ". Вона розкритикувала еквадорський уряд за те, що він заявив про зацікавленість у захисті Амазонки під час конференції, хоча не звертав увагу на вимоги корінних жінок Амазонки, поданих уряду під час еквадорських протестів 2019 року. Вона також висловила своє розчарування через відсутність у світових лідерів інтересу до обговорення тем, які корінні народи висувають на конференцію.
Вона розпочала рух "Геть забруднювачам!! («Polluters Out») разом з іншими 150 екологічними активістами 24 січня 2020 р. Петиція руху полягає у тому, щоб «вимагати, щоб Патрісія Еспіноса Канетельяно, виконавчий секретар Рамкової конвенції ООН про зміну клімату (РКЗК ООН), відмовилася від фінансування від корпорацій з видобутку викопного палива для COP26!»